# Adrien Fauchier-Magnan
Adrien Fauchier-Magnan (* 19. November 1873 in Paris; † 6. August 1965 in Cannes) war ein französischer Tennisspieler, Autor und Kunstsammler.

## Biografie
Fauchier-Magnan nahm an den Olympischen Sommerspielen 1900 in Paris am Tenniswettbewerb teil. Im Einzel ging er nicht an den Start, während er im Doppel mit Étienne Durand spielte. Die Paarung unterlag in der Auftaktrunde Harold Mahony und Arthur Norris nach gewonnenem ersten Satz mit 8:6, 1:6, 3:6. Mehr ist über die Tenniskarriere von Fauchier-Magnan nicht bekannt.
Neben oder nach dem Sport war der Franzose Kunsthändler, Kunsthistoriker und Autor. 1954 veröffentlichte er den Roman Goethe et la Cour de Weimar, der eine gewisse Bekanntheit erreichte.